# Aeschynomene guatemalensis
Aeschynomene guatemalensis là một loài thực vật có hoa trong họ Đậu. Loài này được (Standl. & Steyerm.) Rudd miêu tả khoa học đầu tiên.